# 奧利安 (內布拉斯加州科爾法克斯縣)
奧利安（英語：Olean）是位於美國內布拉斯加州科爾法克斯縣的非建制地區。

## 歷史
奧利安的郵局於1873年設立，其後於1877年停運。

## 地理
奧利安所處的海拔為高於海平面469米（即1539英呎），而該地所採用的時區為UTC-6，即北美中部时区（CST）。同時該地設有夏令時間，為UTC-6調快一小時，即UTC-5（CDT）。